# Большая заваруха
«Большая заваруха» (англ. The Big Sweat; нем. Thunder Drive — Fluchtpunkt Los Angeles; пол. Między młotem a kowadłem) — фильм 1990 года, режиссёр Улли Ломмель.

## Сюжет
Главный герой выходит из тюрьмы и его одновременно начинают преследовать бывшие приятели-уголовники и агенты ФБР.

## В ролях
- Роберт З’Дар — Тродо
- Кен Летнер — Медисон
- Стивен Молон — Марко Доннели
- Кевин МакБрайд — Эдди
- Джоанн Уоткинс — Келли
- Дэвид Рашин — Леонард Барски
- Чери Каспари — Трейси
- Джудит Бурке — Мать
- Уильям Ройбек — Рокко Альфредо
- Питер Шерейко — Джо Ринкс
- Трейси Рей — Сэм
- Майк Диамант, Гюнтер Циглер, Джозеф Джастис — полицейские
- Кевин Канада, Роланд Рот, Терренс С. Райс — агенты ФБР
- Джек Б. Конли — президент банка
- Джон Уоткинс, Ада Сэнгер — банковские служащие
- Рудольф Дроппа — посетитель банка